# 사이드 (건담 시리즈)
사이드(일본어: サイド)는 애니메이션 작품군 《건담 시리즈》 중 우주세기를 무대로 하는 작품에서 사용되는 가공의 주역명이다. 우주에서의 일부 주역명의 접두어로, 뒤에 번호를 붙임으로써 스페이스 콜로니의 집합체를 지칭한다.

## 같이 보기
- 건담 시리즈